# Space twist
Space twist četvrti je i konačni studijski album splitskog pop i rock sastava Đavoli, kojeg 1998. godine objavljuje diskografska kuća Dallas Records.
Polovicom 1998. godine Đavoli su se nanovo okupili s novom postavom, koju su od starih članova činili Neno Belan (vokal), Igor Kmetić (saksofon) i Dragiša Mandić (bas-gitara), a novi su bili Leo Rumora (bubnjevi) i Olja Dešić (klavijature). Na materijalu se između ostalih nalazi i nova obrada skladbe "Diavoli", po kojoj su i dobili ime i demoverzija iz 1984. godine. Skladbu "Jagode i čokolada" skladao je Saša Lošić, a snimila ju je skupina iz Slovenije pod nazivom Rocknband. Belan je napisao novi tekst i uvrstio je na album. Na materijalu se osim skladbe "Daivoli" nalaze još tri obrade "Biondina" R. Granatte (Chuck Berry), "Memphis Tennessee" i "Baby I love you" (Phil Spector).

## Popis pjesama
1. "Space intro" (Svemirski uvod)
2. "Diavoli" (Đavoli)
3. "Biondina" (Plavuša)
4. "Space Twist" (Svemirski tvist)
5. "Memphis Tennessee" (Blato na Cetini)
6. "Dugo, dugo"
7. "Snovi"
8. "Jagode i čokolada"
9. "Baby I Love You" (Volim te draga)
10. "Ivona"
11. "Nemoj mislit da je kraj"
12. "Diavoli" (1984.)

## Izvođači
- Neno Belan - Vokal
- Igor Kmetić - Saksofon
- Dragiša Mandić - Bas gitara
- Olja Dešić - Klavijature
- Leo Rumora - Bubnjevi

## Vanjske poveznice
- Rateyourmusic - Recenzija albuma